# Токудзи
Токудзи (яп. 徳治 токудзи) — девиз правления (нэнго) японского императора Го-Нидзё, использовавшийся с 1307 по 1308 год.

## Продолжительность
Начало и конец эры:
- 14-й день 12-й луны 4-го года Кагэн (по юлианскому календарю — 18 января 1307);
- 9-й день 10-й луны 3-го года Токудзи (по юлианскому календарю — 22 ноября 1308).

## Происхождение
Название нэнго было заимствовано:
- из Шу цзин:「俊徳治能之士並在官」[3];
- из 7-го цзюаня «Цзо чжуань»:「能敬必有徳、徳以治民」[3].

## События
даты по юлианскому календарю
- 1308 год (8-я луна 3-го года Токудзи) — император Го-Нидзё скончался в возрасте 24 лет; власть перешла к его двоюродному брату, который через некоторое время взошёл на престол под именем император Ханадзоно[5];
- 1308 год (10-я луна 3-го года Токудзи) — в ознаменование воцарения нового императора был объявлен новый девиз правления Энкё[6].

## Сравнительная таблица
Ниже представлена таблица соответствия японского традиционного и европейского летосчисления. В скобках к номеру года японской эры указано название соответствующего года из 60-летнего цикла китайской системы гань-чжи. Японские месяцы традиционно названы лунами.
| 1-й год Токудзи (Огненная Лошадь)   | 1-я луна        | 2-я луна*  | 3-я луна  | 4-я луна* | 5-я луна  | 6-я луна* | 7-я луна   | 8-я луна   | 9-я луна*              | 10-я луна  | 11-я луна* | 12-я луна     |                |
| ----------------------------------- | --------------- | ---------- | --------- | --------- | --------- | --------- | ---------- | ---------- | ---------------------- | ---------- | ---------- | ------------- | -------------- |
| Юлианский календарь                 | 14 февраля 1306 | 16 марта   | 14 апреля | 14 мая    | 12 июня   | 12 июля   | 10 августа | 9 сентября | 9 октября              | 7 ноября   | 7 декабря  | 5 января 1307 |                |
| 2-й год Токудзи (Огненная Коза)     | 1-я луна*       | 2-я луна*  | 3-я луна  | 4-я луна* | 5-я луна  | 6-я луна* | 7-я луна   | 8-я луна   | 9-я луна*              | 10-я луна  | 11-я луна  | 12-я луна*    |                |
| Юлианский календарь                 | 4 февраля 1307  | 5 марта    | 3 апреля  | 3 мая     | 1 июня    | 1 июля    | 30 июля    | 29 августа | 28 сентября            | 27 октября | 26 ноября  | 26 декабря    |                |
| 3-й год Токудзи (Земляная Обезьяна) | 1-я луна        | 2-я луна*  | 3-я луна* | 4-я луна  | 5-я луна* | 6-я луна  | 7-я луна*  | 8-я луна   | 8-я луна* (високосная) | 9-я луна   | 10-я луна* | 11-я луна     | 12-я луна      |
| Юлианский календарь                 | 24 января 1308  | 23 февраля | 23 марта  | 21 апреля | 21 мая    | 19 июня   | 19 июля    | 17 августа | 16 сентября            | 15 октября | 14 ноября  | 13 декабря    | 12 января 1309 |

* звёздочкой отмечены короткие месяцы (луны) продолжительностью 29 дней. Остальные месяцы длятся 30 дней.